# V639 Возничего
V639 Возничего (лат. V639 Aurigae) — двойная затменная переменная звезда типа W Большой Медведицы (EW) в созвездии Возничего на расстоянии приблизительно 2175 световых лет (около 667 парсеков) от Солнца. Видимая звёздная величина звезды — от +14,85m до +14,01m. Орбитальный период — около 0,3571 суток (8,5704 часов).

## Характеристики
Первый компонент — оранжевая звезда спектрального класса K. Радиус — около 1,46 солнечного, светимость — около 1,091 солнечной. Эффективная температура — около 4890 K.
Второй компонент — оранжевая звезда спектрального класса K.